# Notre-Dame-de-l'Île-Perrot
Notre-Dame-de-l'Île-Perrot é uma cidade localizada na província de Quebec no Canadá.